# Железнодорожная станция Шаан-Вадуц
Шаан-Вадуц — одна из 4 железнодорожных станций, обслуживающих Лихтенштейн, расположена в городе Шаан, в 3,5 км от Вадуца.
Он принадлежит Австрийской федеральной железной дороге (ÖBB).

## Обзор
Шаан-Вадуц расположен на международной электрифицированной линии Фельдкирх-Бухс, между станцией Бухс (в Швейцарии) и остановкой Форст Хилти (в северном пригороде Шаан). Обслуживается только региональными поездами.
Станция, расположенная в центре города, состоит из двухэтажного здания, деревянного сарая и платформы, обслуживающей первую колею. Второй путь не имеет платформы и используется редко. На платформе расположена железнодорожная ветка, которая является частью демонтированной системы путей, используемой грузовыми вагонами.

## Галерея

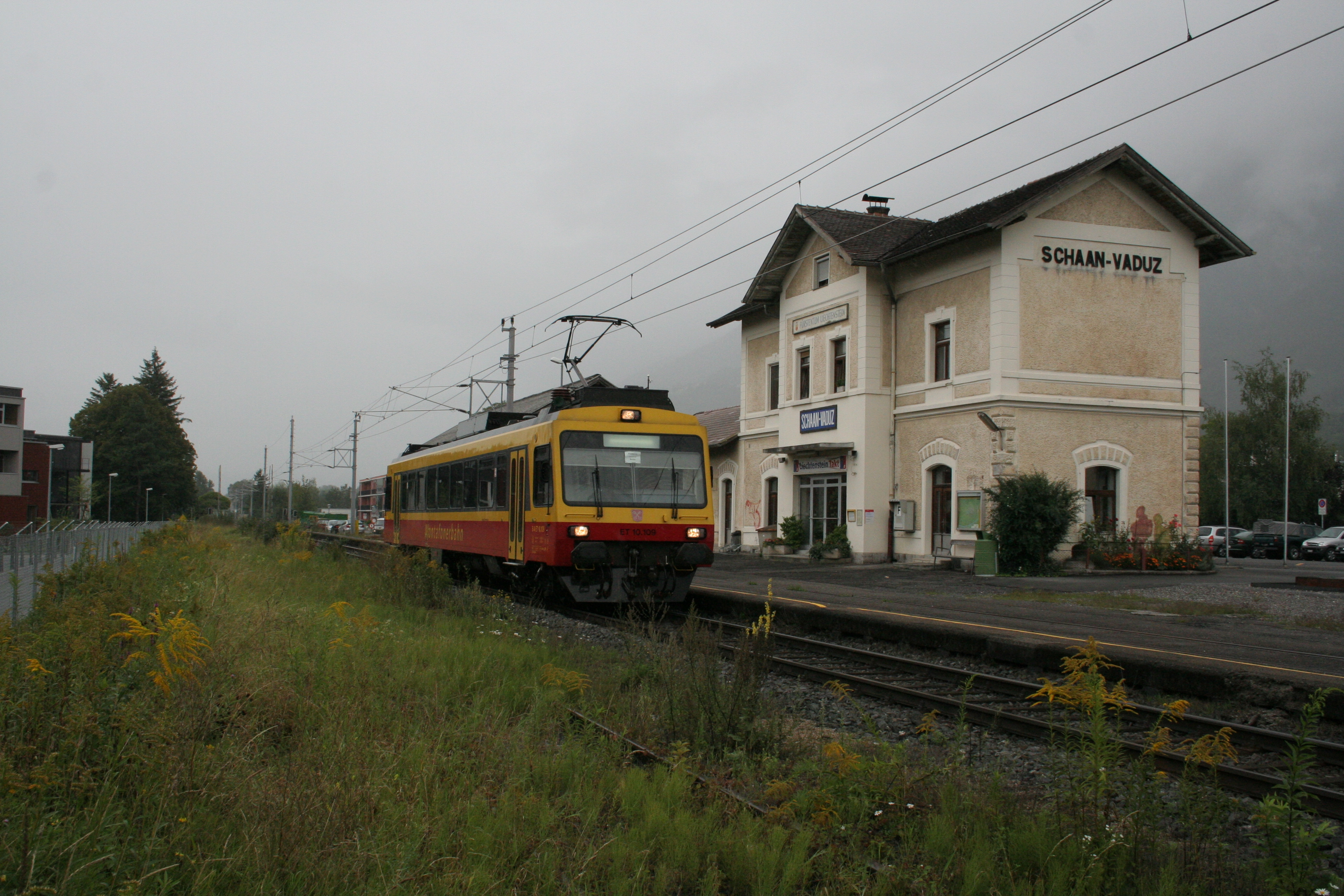
Поезд в Шаан-Вадуц
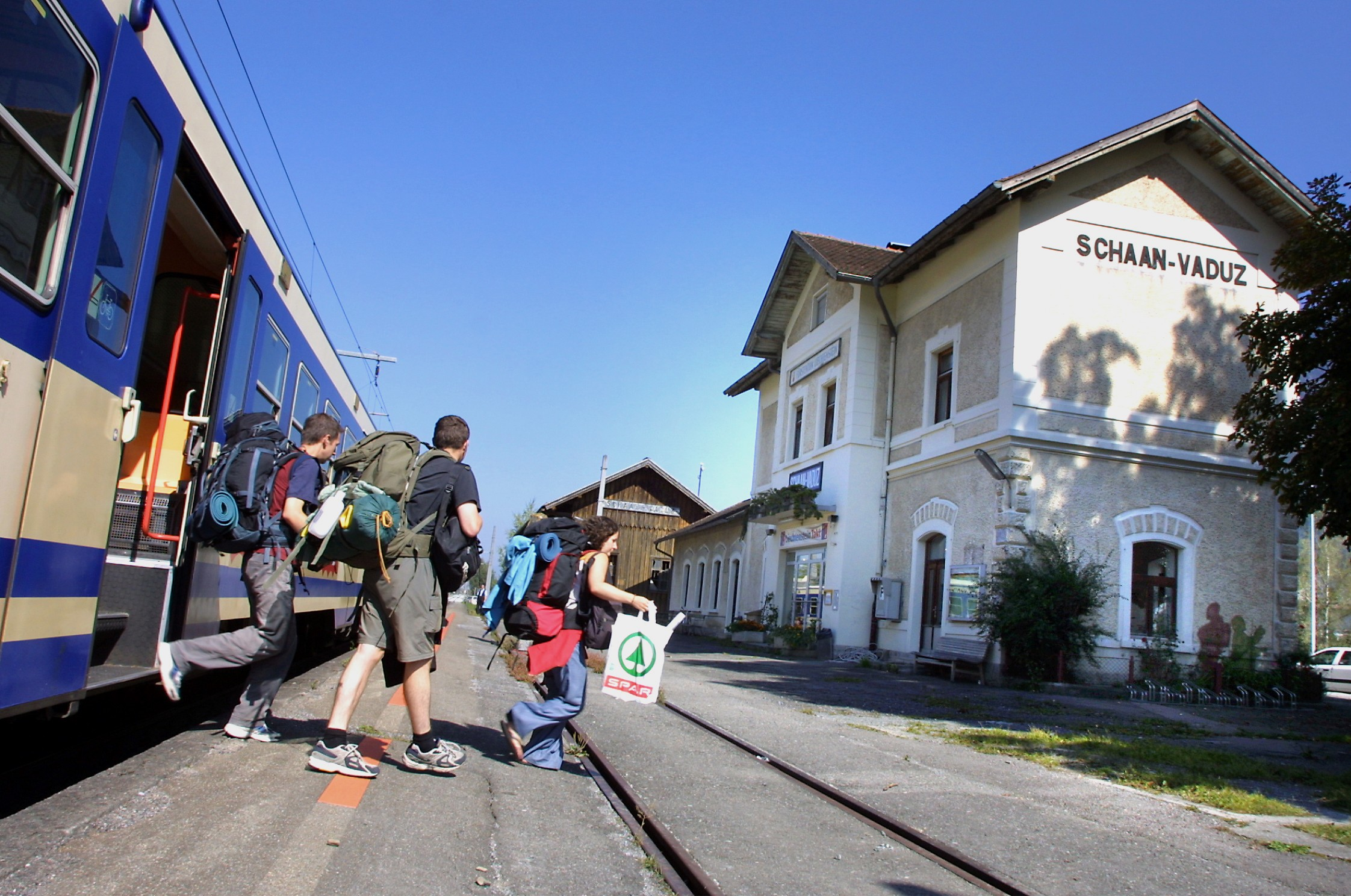
Сторона платформы. На заднем плане товарный склад